# Praia Fluvial do Malhadal
A praia fluvial do Malhadal fica situada nas margens da ribeira da Isna, na base da Serra de Alvéolos, a cerca de 7 km da vila de Proença-a-Nova, distrito de Castelo Branco.
Caracteriza-se por uma enorme extensão de água com cerca de 1 km, cercada por abundante vegetação e relevo acidentado.

## Infraestruturas da praia
- WC, com chuveiros e balneários
- Bar com esplanada
- Zona de merendas
- Praia Vigiada
- Primeiros Socorros
- Piscina infantil
- Ponte e piscina flutuante
- Zona de estacionamento

### Acessos
Situada a 7 km de Proença-a-Nova. Seguir no IC8, sair na saída de Proença-a-Nova e seguir até ao centro da vila. Aí, apanhar a EM 1329, passar por Sarzedinha. Seguir em frente, pela EM 1330, até Malhadal e seguir, descendo, até à praia fluvial.